# Phellinus trivialis
Espèce
Phellinus trivialis  est un champignon agaricomycète du genre Phellinus et de la famille des Hymenochaetaceae. Il parasite les Saules.

## Synonymes
- Ganoderma triviale Bres. 1912
- Phellinus igniarius var. trivialis